# Kněžství (mormonismus)

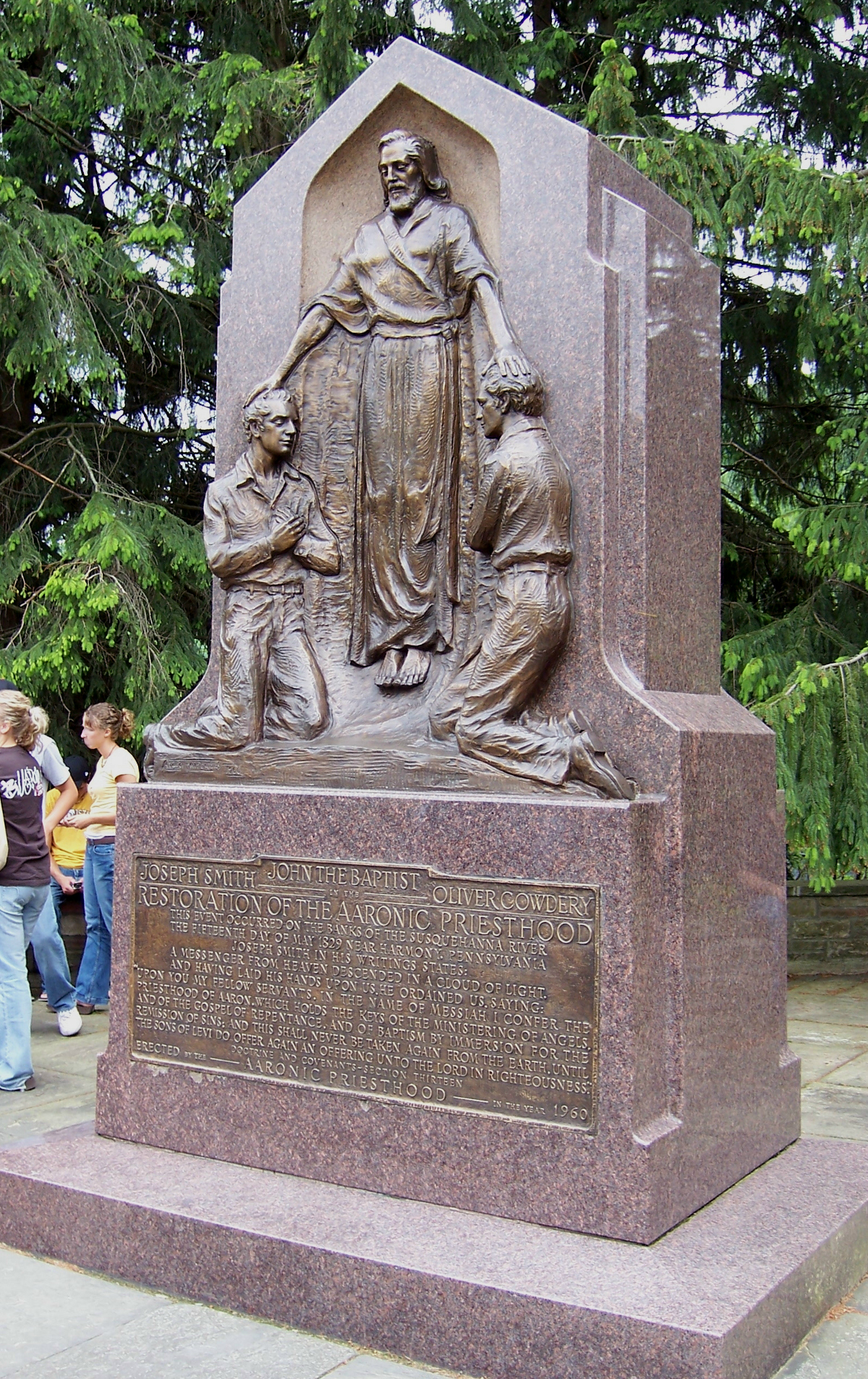
Pomník Znovuzřízení Áronova kněžství

Kněžství je v mormonské teologii "moc Boží, propůjčená lidem", skrze niž je možné provádět nejen náboženské obřady, ale také zázraky.

## Charakteristika
Kněžství v sobě obsahuje rysy moci i autority. Je silou, skrze niž byl stvořen svět, skrze niž Mojžíšův bratr Áron prováděl kněžské obřady i silou, kterou Ježíš Kristus delegoval svým apoštolům a žákům, aby uzdravovali a vyháněli zlé duchy (Lukáš 9:1)
Americký teolog a zakladatel mormonského hnutí, Joseph Smith, v průběhu svého života učil o několika různých řádech kněžství. Přibližně rok před svou smrtí prorok Joseph Smith učil, že "existují 3 veliké řády kněžství". Tyto 3 řády reprezentují posvátnou trojici mocí a nezahrnují menší přídavky ke kněžství (jako například "kněžství Elijášovo").

## Áronovo (lévitské) kněžství
"A menší kněžství pokračovalo, kteréžto kněžství drží klíč služby andělů a přípravného evangelia; Kteréžto evangelium je evangeliem pokání a křtu a odpuštění hříchů a zákonem tělesných přikázání, kteréžto Pán ve hněvu svém způsobil, aby pokračovalo s domem Aronovým mezi dětmi Izraele až k Janovi, jehož Bůh vzbudil a jenž byl naplněn Duchem Svatým od lůna matky své." Nauka a Smlouvy 84:26-27

Prvním řádem kněžství je tzv. lévitské kněžství, nazývané také Áronovo. Toto kněžství vlastní moc k vnějším obřadům spásy a je předáváno bez přísahy (v Izraeli bylo předáváno pokrevně mezi Levity). Skrze Áronovu moc je možné konat křty, svatby pro živé nebo žehnat Večeři Páně (eucharistii). Obsahuje vše, co je nutné k "časné spáse lidí".
Áronovo kněžství řídí úřady biskupa, kněze, učitele a jáhna.

## Abrahámovo (patriarchální) kněžství
Druhým řádem kněžství je tzv. patriarchální kněžství, nazývané také Abrahámovo. Toto kněžství vlastní moc k chrámovým obřadům exaltace a je předáváno s přísahou (ačkoliv mezi Semity bylo předáváno taktéž z otce na syna). Skrze Abrahámovu moc můžeme přijíat klíče Obdarování, tokeny kněžství, znamení kněžství, hesla kněžství, pravomoc k pravému řádu modliteb (tedy chrámovému modlitebnímu kruhu) a především schopnost "kráčet s Bohem" tak, jak to činil Abrahám v Bibli.
Abrahámovo kněžství řídí úřad patriarchy.

## Melchisedechovo kněžství (řádu syna Božího)
"A toto větší kněžství spravuje evangelium a drží klíč tajemství království, a to klíč poznání Boha. Tudíž, v obřadech jeho se projevuje moc božskosti. A bez obřadů jeho a bez pravomoci kněžství se moc božskosti lidem v těle neprojevuje; Neboť bez tohoto žádný člověk nemůže viděti tvář Boží, vpravdě Otcovu, a žíti." Nauka a Smlouvy 84:19-22

Třetím a nejvyšším řádem kněžství je podle Josepha Smithe tzv. kněžství Syna Božího, nazývané Melchisedechovo. Toto kněžství vlastní moc k obřadům nebes a věčnému životu. Je předáváno s přísahou a je předáváno vkládáním rukou (ačkoliv někteří jedinci bylo vysvěceni přímo Bohem, viz Nauka a Smlouvy 84:12) Skrze Melchisedechovo kněžství můžeme předávat Dar Duch svatého, žehnat svatým olejem a pečetit k sobě živé členy rodiny na věčnost.
Melchisedechovo kněžství řídí úřad staršího, sedmdesátníka, apoštola i proroka.

## Kněžství žen
Už samotný zakladatel mormonismu, Joseph Smith, učil své věřící o tom, jak ženy získají požehnání a dary kněžství k tomu, aby mohly léčit a vyhánět zlé duchy.Spolu s tím Joseph Smith vysvěcoval prezidenty a rádkyně ženských církevních sdružení, aby "předsedaly církvi" a učil, že ženám mají být dány úřady kněžství podle potřeby, jako například jáhen, učitel atd. Na setkáních Pomocného sdružení (ženská organizace v církvi - opak kněžkého kvóra, které je pro muže) schválil, aby ženy pomocí vkládání rukou na nemocné léčily.
Jeden ze Smithových spolu-vedoucích církve, Sidney Rigdon, tvrdil, že první ženou, která byla vysvěcena ke kněžství v moderní dispensaci, byla Josephova manželka Emma. Existuj záznamy o dalších ženách, které byly přijaty do Kvóra nositelů kněžství.

### Citáty o ženském kněžství
V historických záznamech CJKSPD a Kristovy komunity je mnoho citací o ženském kněžství.
- Citát Josepha Smithe[21]

"Přednesl jsem sestrám lekci o kněžství, ukazujíc jim, jak mohou obdržeti privilegia a požehnání a dary kněžství." Joseph Smith

- Citát Elizy R. Snowové, jedné z polygamních manželek Josepha Smithe a ředitelky Pomocného sdružení[22]

"Joseph Smith navrhl, aby nad sebou sestry měly vybrané předsednictvo, jehož členky by byly vysvěceny a ustanoveny. Pokud by nějaká sestra chtěla sloužit v tomto povolání, měla být vysvěcena a ustanovena jako jáhenka, učitelka, kněžka atd..." Eliza R. Snow

- Citát Sidneyho Rigdona, člena Vysoké rady církve[23]

"Emma Smithová byla první ženou, které bylo dáno kněžství." Sidney Rigdon

- William H. Clayton, osobní písař Josepha Smithe[24]

"3. února 1844 byla Jane Bicknell Youngová obdarována a přijata do Kvóra kněžství" William H. Clayton

### Starověký řád
Joseph Smith učil, že Pomocné sdružení má "fungovat podle starověkého řádu kněžství" a že se Pomocné sdružení stane "královstvím nositelů kněžství jako za dnů Enocha a dnů apoštola Pavla". Spolu s proroctvím předal Pomocnému sdružení kněžské klíče Království, aby mohly spolu se sdružením mužů "odhalovat každou falešnost" ve věcech víry.

## Kněžství v pojetí CJKSPD
Nejpočetnější mormonská církev v současné době, Církev Ježíše Krista Svatých Posledních dnů, uznává pouze Áronovo a Melchisedechovo kněžství, k němuž mohou být vysvěcováni pouze muži. Až do roku 1978 platilo pravidlo, že lidé negroidního původu nemají právo nést kněžství. V současné době probíhá živá debata o vysvěcování žen ke kněžství, jak ukazuje případ exkomunikované Kate Kelly.